# Rue de la Sainte-Croix (Varsovie)
La rue de la Sainte-Croix (polonais : ulica Świętokrzyska) est une rue de l'arrondissement de Śródmieście à Varsovie,
Cette rue doit son nom à l'église de la Sainte-Croix (actuellement rue Krakowskie Przedmieście). La station de métro Świętokrzyska est située dans cette rue.

## Histoire
C'est l'une des plus anciennes rues de Varsovie. Elle reliait autrefois l'ancien village de Kałęczyn (pl) à Varsovie.
En 1525, se tenait ici une petite église, dépendante de la cathédrale Saint-Jean de Varsovie. Elle est reconstruite en 1615. La paroisse de la Sainte-Croix est érigée en 1626, par Jan Wężyk (pl), évêque de Poznań. Détruite pendant le déluge de la Pologne, l'église est reconstruite un peu plus loin, dans l'actuelle rue Krakowskie Przedmieście.
Au milieu du XVIIIe siècle, l'emplacement de l'église primitive fait place à une rue bordée de maisons à deux étages. Le nom de la rue est officiellement confirmé en 1770.
La rue est en grande partie détruite en septembre 1939, au commencement de la Seconde Guerre mondiale et en août 1944, lors de l'insurrection de Varsovie, avec notamment le massacre de la rue Marszałkowska.
Lors de la reconstruction, il est décidé de prolonger la rue au nord et de traverser la rue Nowy Świat jusqu'à la rue Mikołaja Kopernika (pl), vers Powiśle. Cela fait d'Ulica Świętokrzyska l'une des artères de communication les plus importantes de Śródmieście.

## Tracé
Ulica Świętokrzyska, commence Ulica Mikołaja Kopernika (pl). Elle croise ensuite les rues Nowy Świat, Kubusia Puchatka, Tadeusza Czackiego (pl), Mazowiecka (pl), traverse Plac Powstańców Warszawy, croise les rues Jasna (pl), Szkolna, Marszałkowska, Raoula Wallenberga, Emilii Plater (pl), Mariańska et se termine rond-point de l'ONU (pl).

## Lieux et édifices remarquables
- Palais Zamoyski (pl), no 67
- Immeuble du ministère des finances (pl) (no 12)
- Station Nowy Świat-Uniwersytet (métro)
- Bureau de poste de Varsovie (pl) (no 31/33)
- Station Świętokrzyska (métro)
- Fragment du mur du ghetto
- Park Świętokrzyski (pl)
- Immeuble Y (pl)
- Warsaw Financial Center
- Station Rondo ONZ (métro)
- Rondo 1 (gratte-ciel)

## Sources
- (pl) Cet article est partiellement ou en totalité issu de l’article de Wikipédia en polonais intitulé « Ulica Świętokrzyska w Warszawie » (voir la liste des auteurs).